# Zoar (localidade bíblica)

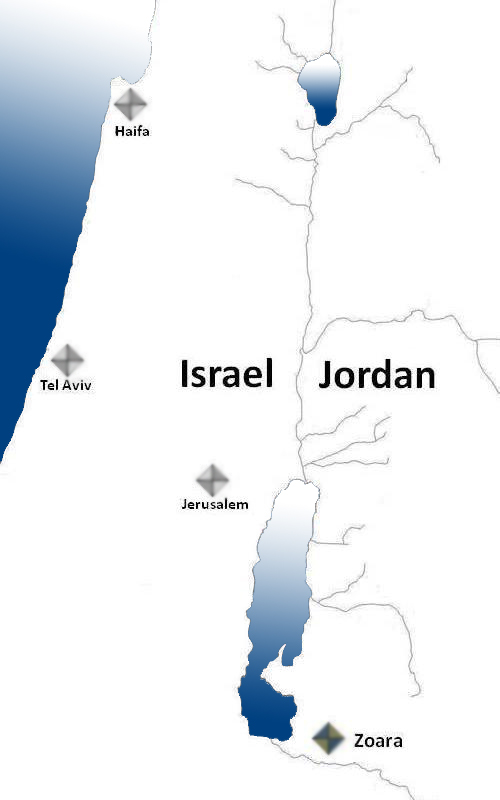
Zoar, sua localização dentro da Jordânia.

Zoar é uma sé titular católica romana da Palestina. É a antiga Bala ou Segor, uma das cinco cidades da Pentápole descrita em Gênesis, Tanaque ou Velho Testamento, a qual escapou dos trovões e relâmpagos que destruíram Sodoma e Gomorra, por ter abrigado Ló e sua família. É mencionada por Flávio Josefo, Ptomoleu (V, xvi, 4) e por Eusébio e São Jerônimo na Onomástia.
Zoar, que significa "pequeno" ou "insignificante" em hebraico, era uma cidade na extremidade sudeste do mar Morto agrupada com Sodoma e Gomorra como sendo uma das 5 cidades destinadas por Deus à destruição, mas foi poupada pela súplica de Ló, pois seria sua cidade de refúgio. A localização atual desta antiga cidade está indicada no mapa.